# Lygophis dilepis
Lygophis dilepis, também conhecido como cobra-d'água, é uma espécie de réptil do grupo Lygophis.